# Емоційність

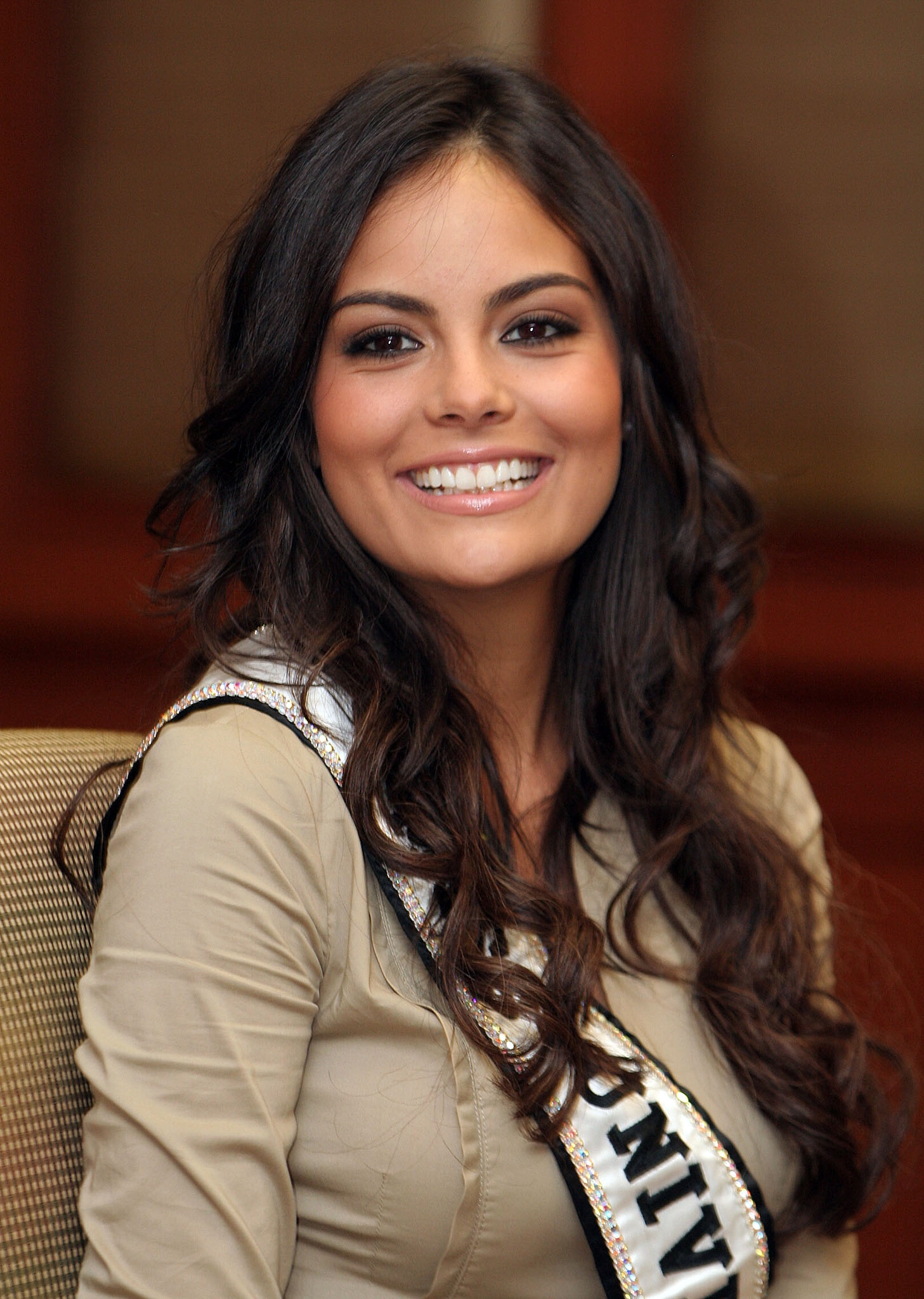
Усмішка, що зображує радість (Ксімена Наваррете, Міс Всесвіт 2010)

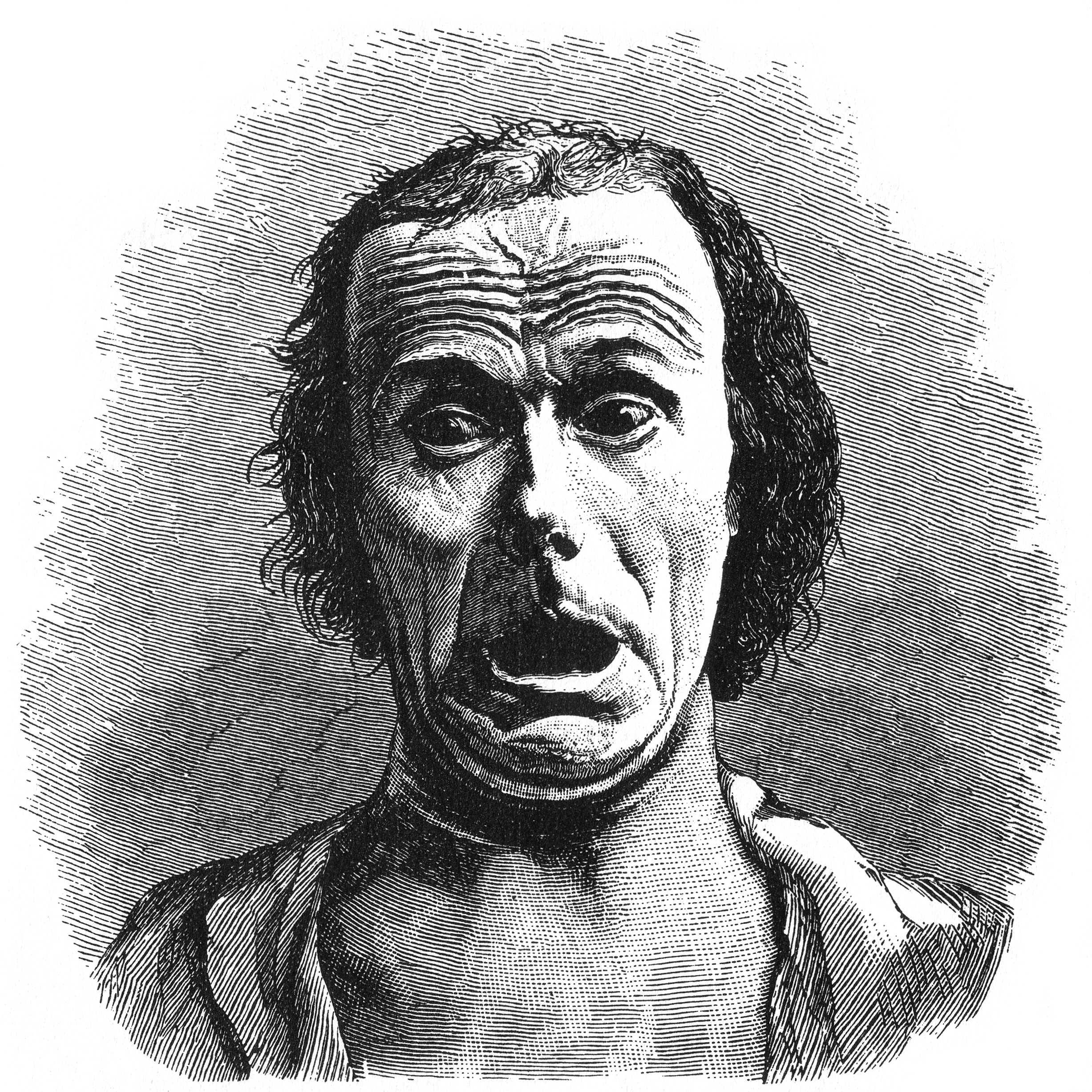
Широко розплющені очі та підняті брови є загальними ознаками здивування (Малюнок 20 із книжки Чарльза Дарвіна «Вираження емоцій у людини і тварин»).

Емоційність — спостережуваний поведінковий та фізіологічний компонент емоцій. Є мірою емоційної реакції людини на подразник. Більшість реакцій можуть бачити інші люди, водночас деякі емоційні реакції може розпізнати лише людина, яка їх відчуває. Спостережувані реакції на емоції (тобто усмішка) не мають єдиного значення. Усмішка може виражати щастя чи занепокоєння, а насуплені брови можуть виражати смуток чи гнів. Емоційність часто використовується дослідниками експериментальної психології для операціоналізації емоцій у наукових дослідженнях.

## Ранні теорії
До кінця 1800-х років багато високоякісних авторів зацікавилися дослідженням емоцій завдяки роботам таких психологів і вчених, як Вільгельм Вундт, Джордж Стаут, Вільям Макдугал, Вільям Джеймс і Джордж Герберт Мід. Вільям Джеймс вважав, що краще зосереджуватися на фізіологічних аспектах емоційної реакції, хоча й не ігнорував перцептивний або когнітивний компоненти. Вільям Макдугал вважав емоцію артикуляцією природної реакції, побудованої на інстинкті. Інші психологи вважали, що хоча жести можуть виражати емоції, це не є повністю їхньою функцією. В. Вундт визначив, що за допомогою емоцій ми не лише проявляємо реакцію, а й комунікуємо.

### Як ірраціональне
Один з найдавніших поглядів на емоції полягає в тому, що емоції вказують на неповноцінність. У ранній психології вважалося, що емоція є частиною душі, успадкованої від тварин, і що її потрібно контролювати. Solomon</link> виявив, що в романтичному русі XVIII і XI століть вважалося, що розум та емоції суперечать одне одному, а тому є протилежностями.

### Як фізіологічний
Фізіологічні реакції на емоції виникають у центральній нервовій системі, вегетативній нервовій системі та ендокринній системі. Деякі реакції можуть включати: збільшення частоти серцевих скорочень, потовиділення, часте та глибоке дихання, а також електричну активність у мозку. Багато дослідників намагалися знайти зв'язок між певними емоціями та відповідною закономірністю фізіологічних реакцій, але результати були непереконливими.

## Пізніші теорії
Значимі теорії, пов'язані з емоціями, можна розділити на три основні категорії: фізіологічні, неврологічні та когнітивні. Фізіологічні теорії вважають, що діяльність всередині тіла людини може відповідати за емоції. Неврологічні теорії припускають, що активність у мозку призводить до певних емоційних реакцій. А когнітивні теорії стверджують, що думки та інша розумова діяльність людини відіграють життєво важливу роль у стимуляції емоцій. Здоровий глузд говорить про те, що люди спочатку усвідомлюють свої емоції, а фізіологічні реакції з'являються вже після цього. Теорії Джеймса-Ланге, Кеннон-Барда та Шахтера-Зінгера суперечать цій теорії.

### Джеймс-Ланге
Теорію емоцій Джеймса-Ланге запропонували психолог Вільям Джеймс і фізіолог Карл Ланге. Теорія припускає, що емоції виникають як результат фізіологічної реакції на зовнішні події чи подразники. Наприклад, ця теорія припускає, що якщо хтось їде дорогою та бачить фари іншого автомобіля, який раухається до нього по своїй смузі, його серцебиття починає прискорюватися (фізіологічна реакція), а потім він починає боятися; відчувати страх (страх — це емоція).

### Кеннон-Бард
Теорія Кеннона-Барда, яку було концептуалізовано Уолтером Кенноном і Філіпом Бардом, передбачає, що емоції та фізіологічні реакції, що їм відповідають, відчуваються одночасно. Використовуючи попередній приклад, за цією теорією, коли хтось бачить автомобіль, що їде назустріч, серце людини починає битися, і водночас вона відчуває страх.

### Шехтер-Сінгер
Стенлі Шехтер і Джером Сінгер запропонували теорію, також відому як двофакторна теорія емоцій. Вона стверджує, що емоції мають два фактори: фізичне збудження та когнітивний ярлик. Це свідчить про те, що якщо фізіологічна активність виникає першою, то її слід когнітивно визначити як причину збудження та позначити як емоцію. Використовуючи приклад, де людина бачить автомобіль, який їде назустріч, її серце починає битися, і тоді людина визначить, що повинна боятися, якщо її серцебиття прискорюється, і з цього моменту вона починає відчувати страх.

## Статеві відмінності
Вважається, що протилежність раціонального мислення та емоцій супроводжується схожою протилежністю між чоловіком і жінкою. Традиційна точка зору полягає в тому, що «чоловіків вважають раціональними, а жінок — емоційними, позбавленими раціональності». Попри ці ідеї та на гендерні відмінності в поширеності афективних розладів, емпіричні дані про гендерні відмінності в емоційних реакціях не є однозначними.
Дослідження показують, що під час соціальної взаємодії жінки усміхаються частіше, ніж чоловіки. Важко визначити точну різницю між чоловіками та жінками, щоб пояснити цю невідповідність. Цілком можливо, що різниця у вираженні емоцій зумовлена впливом суспільства та відповідністю гендерним ролям . Однак, це може не пояснити повністю, чому чоловіки усміхаються значно менш часто, порівняно із жінками.
Чоловіча гендерна роль включає такі характеристики, як сила, експертні знання та конкурентоспроможність. Усмішка може стереотипно вважатися слабкістю. Чоловіки можуть відчувати, що якщо вони проявляють цю уявну слабкість, це може суперечити їхнім спробам продемонструвати міць та інші риси чоловічої гендерної ролі. Іншим загальним поясненням відмінностей у проявах чоловічої та жіночої статі є те, що жінки, як повідомляється, відчувають більший рівень емоційної інтенсивності, ніж чоловіки, як у позитивних, так і в негативних аспектах, що може призвести до більш значних емоційних реакцій. Також повідомляється, що чоловіки частіше довіряють своїм друзям, розкриваючи емоції та інтимність, тоді як жінки зазвичай спокійно довіряють себе особам обох статей. Це свідчить про те, що чоловіки можуть бути більш уважними до того, як вони виражають емоції, що їх відчувають. А це має потенційний зв'язок з гендерними ролями.

## Серед культур
Існує шість загальних емоцій, які поширюються на всі культури. Цими емоціями є щастя, смуток, гнів, страх, подив і огида. Відбуваються дискусії про те, чи слід поєднувати презирство з огидою. Відповідно до Екмана (1992), кожна з цих емоцій також має універсально відповідний вираз обличчя.
До виразу обличчя, який, як вважається, супроводжує кожну емоцію, також є докази того, що певна активність вегетативної нервової системи (ВНС) пов'язана з трьома емоціями страху, відрази та гніву. Екман вважає, що ці специфічні емоції можуть бути пов'язані з загальними фізіологічними реакціями внаслідок еволюції. Не очікувалося б спостерігати однакову фізіологічну реакцію на емоції, які не пов'язані конкретно з виживанням, такі як щастя чи смуток.
Теорії Екмана було рано оскаржено Джеймсом А. Расселом. Відтоді їх було перевірено різними дослідниками з неоднозначними результатами. Здається, це відображає методологічні проблеми, пов'язані з правилами відображення, та компонентами емоцій. Сучасне мислення віддає перевагу поєднанню основної універсальності зі значними культурними відмінностями в артикуляції та вираженні емоцій. У різних культурах емоції можуть виконувати різні функції.

## Позитив
Позитивна емоційність є здатністю контролювати позитивний настрій та емоції. Люди з позитивними емоціями прагнуть до соціальної винагороди. Позитивна емоційність може бути профілактичним фактором у блокуванні певних видів психічних захворювань. Згідно з дослідженням 1655 молодих людей (54 % дівчат; 7–16 років) було виявлено, що вищою була б їхня позитивна емоційність, то меншою була б їхня депресія. Депресія розглядалася за визначенням нездатності отримувати задоволення чи позитивні емоції. Темперамент хлопців, стратегії адаптивної регуляції емоцій (ER) та симптоми депресії визначали за допомогою опитування. Дослідження також показало, що симптоми депресії може бути зменшено за допомогою керування позитивними емоціями. Дослідження Чарльза Т. Тейлора та ін. пов'язували позитивні емоції перед операцією зі зменшенням тривоги та зменшенням симптомів після лікування.

## Негатив
Негативна емоційність є протилежністю позитивної емоційності. Людина не здатна керувати своїм настроєм та емоціями. Кожен відчуває негативні емоції на різних рівнях. Існують різні фактори, які впливають на кожну людину по-різному. Негативні емоції впливають на багато аспектів життя людини з точки зору стосунків та подолання проблем, які люди мають один з одним. Нейротизм (Велика п'ятірка / HEXACO) є одним із найбільших факторів негативної емоційності. Хтось із вищим спектром невротизму часто більше хвилюється й насолоджується відчуттями своїх негативних емоцій. Деякі дослідження показують, що діти з ожирінням порівняно з дітьми без ожиріння мають вищий рівень негативної емоційності та здатності стримувати емоції.

## Дивися також
- Вплив на відображення
- Емоції та культура
- Регулювання емоцій